# Santo Inácio
Santo Inácio este un oraș în Paraná (PR), Brazilia.
1. ↑   https://web.archive.org/web/20211121200033/https://cidades.ibge.gov.br/brasil/pr/santo-inacio/panorama Lipsește sau este vid: |title= (ajutor)